# Marcus Daniell
Marcus Daniell (ur. 9 listopada 1989 w Masterton) – nowozelandzki tenisista, brązowy medalista igrzysk olimpijskich w Tokio (2020) w grze podwójnej, reprezentant w Pucharze Davisa, olimpijczyk z Rio de Janeiro (2016) i Tokio (2020).

## Kariera tenisowa
Karierę zawodową rozpoczął w 2008 roku.
W rozgrywkach gry podwójnej rangi ATP Tour Daniell wygrał pięć tytułów z piętnastu rozegranych finałów.
W roku 2011 Daniell zadebiutował w reprezentacji Nowej Zelandii w Pucharze Davisa przeciwko Uzbekistanowi. W sierpniu przyczynił się do utrzymania zespołu w grupie I strefy Azja/Oceania po zwycięstwie nad Filipinami. Daniell pokonał w singlu Jesona Patrombona, a w deblu razem z Artemem Sitakiem duet Rubén González–Cecil Mamiit.
W 2016 roku zagrał w konkurencji gry podwójnej na igrzyskach olimpijskich w Rio de Janeiro, odpadając w 1. rundzie wspólnie z Michaelem Venusem. Wspólnie z Venusem zdobył brązowy medal igrzysk olimpijskich w Tokio (2020) w deblu. Mecz o udział w finale przegrali z parą Marin Čilić–Ivan Dodig, natomiast pojedynek o medal brązowy wygrali 7:6(3), 6:2 z Austinem Krajickiem i Tennysem Sandgrenem.
Najwyżej sklasyfikowany w rankingu singlistów był w lipcu 2014 roku na 500. miejscu, a w klasyfikacji deblistów w styczniu 2018 roku na 34. pozycji.

### Finały w turniejach ATP Tour
| Legenda                                      |
| -------------------------------------------- |
| Wielki Szlem                                 |
| Igrzyska olimpijskie                         |
| Tennis Masters Cup / ATP Finals              |
| ATP Masters Series / ATP Tour Masters 1000   |
| ATP International Series Gold / ATP Tour 500 |
| ATP International Series / ATP Tour 250      |

#### Gra podwójna (5–10)
| Końcowy wynik | Nr  | Data                 | Turniej     | Nawierzchnia  | Partner           | Przeciwnicy                         | Wynik finału      |
| ------------- | --- | -------------------- | ----------- | ------------- | ----------------- | ----------------------------------- | ----------------- |
| Zwycięzca     | 1.  | 16 stycznia 2010     | Auckland    | Twarda        | Horia Tecău       | Marcelo Melo Bruno Soares           | 7:5, 6:4          |
| Zwycięzca     | 2.  | 8 lutego 2015        | Montpellier | Twarda (hala) | Artem Sitak       | Dominic Inglot Florin Mergea        | 3:6, 6:4, 16–14   |
| Zwycięzca     | 3.  | 12 czerwca 2016      | Stuttgart   | Trawiasta     | Artem Sitak       | Oliver Marach Fabrice Martin        | 6:7(4), 6:4, 10–8 |
| Finalista     | 1.  | 17 lipca 2016        | Båstad      | Ceglana       | Marcelo Demoliner | Marcel Granollers David Marrero     | 2:6, 3:6          |
| Finalista     | 2.  | 5 marca 2017         | São Paulo   | Ceglana       | Marcelo Demoliner | Rogério Dutra Silva André Sá        | 6:7(5), 7:5, 7–10 |
| Finalista     | 3.  | 27 maja 2017         | Lyon        | Ceglana       | Marcelo Demoliner | Andrés Molteni Adil Shamasdin       | 3:6, 6:3, 5–10    |
| Finalista     | 4.  | 1 października 2017  | Chengdu     | Twarda        | Marcelo Demoliner | Jonatan Erlich Aisam-ul-Haq Qureshi | 3:6, 6:7(3)       |
| Finalista     | 5.  | 25 lutego 2018       | Marsylia    | Twarda (hala) | Dominic Inglot    | Raven Klaasen Michael Venus         | 7:6(2), 3:6, 4–10 |
| Finalista     | 6.  | 21 października 2018 | Sztokholm   | Twarda (hala) | Wesley Koolhof    | Luke Bambridge Jonny O’Mara         | 5:7, 6:7(8)       |
| Zwycięzca     | 4.  | 6 stycznia 2019      | Brisbane    | Twarda        | Wesley Koolhof    | Rajeev Ram Joe Salisbury            | 6:4, 7:6(6)       |
| Finalista     | 7.  | 28 kwietnia 2019     | Budapeszt   | Ceglana       | Wesley Koolhof    | Ken Skupski Neal Skupski            | 3:6, 4:6          |
| Finalista     | 8.  | 15 czerwca 2019      | Rosmalen    | Trawiasta     | Wesley Koolhof    | Dominic Inglot Austin Krajicek      | 4:6, 6:4, 4–10    |
| Finalista     | 9.  | 18 stycznia 2020     | Auckland    | Twarda        | Philipp Oswald    | Luke Bambridge Ben McLachlan        | 6:7(3), 3:6       |
| Zwycięzca     | 5.  | 17 października 2020 | Cagliari    | Ceglana       | Philipp Oswald    | Juan Sebastián Cabal Robert Farah   | 6:3, 6:4          |
| Finalista     | 10. | 12 marca 2021        | Doha        | Twarda        | Philipp Oswald    | Asłan Karacew Andriej Rublow        | 5:7, 4:6          |